# Чайя аргентинська
Чайя аргентинська (Chauna torquata) — вид гусеподібних птахів родини паламедеєвих (Anhimidae).

## Поширення
Птах поширений в Південній Америці. Він трапляється на південному сході Перу, півночі Болівії, в Парагваї та Уругваї, на півдні Бразилії та півночі Аргентини.

## Опис
Птах завдовжки до 81-95 см та розмахом крил до 170 см. Вага до 3-5 кг. Оперення має коричневі, сірі та чорні кольори. Гостра шпора на згині крила спритно застосовується для захисту.

## Спосіб життя
Мешкає вздовж мілких водойм, на болотах, лагунах. Харчується виключно листям і іншими зеленими частинами водних рослин. Гніздо будує на мілководді з рослинного матеріалу. В кладці 2-7 білих яєць. Інкубація триває 43-46 днів. Пташенята залишають своє гніздо в перші дні після появи на світ.